# Furthered
Furthered (englisch für gefördert oder unterstützt) ist ein Jazzalbum des Quartetts Alex Ward Item 4. Die am 29. November 2019 in den Snorkel Studios in London entstandenen Aufnahmen erschienen am 3. März 2023 auf 577 Records.

## Hintergrund
Alex Ward Item 4 ist die Kerngruppe der „Item“-Reihe von Ensembles, die 2017 von Alex Ward ins Leben gerufen wurde; im Londoner Veranstaltungsort Cafe Oto trat er auch mit den Ensembles Items 6, 7 und 10 auf. In Wards Quartett spielen Charlotte Keeffe (Trompete, Flügelhorn), Otto Willberg (Kontrabass) und Andrew Lisle am Schlagzeug. „Die Musik des Quartetts ist die vollkommenste Verwirklichung von Wards langjährigem Wunsch, einen Kontext zu schaffen, in dem seine kompositorischen Anliegen mit Improvisation der uneingeschränktesten Art koexistieren können“, hieß es in den Liner Notes.

## Titelliste
- Alex Ward Item 4: Furthered (577 Records – 5921)[2]

1. Cyphered 12:05
2. The Cusp 12:52
3. Our/Hours 23:50
4. Ours 9:23

Die Kompositionen stammen von Alex Ward.

## Rezeption
Nach Ansicht von John Sharpe, der das Album in All About Jazz rezensierte, sei jemand, der sowohl Klarinette als auch E-Gitarre spielt, Mitglied einer ansonsten ziemlich exklusiven Arena, die Alex Ward seit 1989 besetzen würde, als er bereits im Alter von 15 Jahren mit Derek Baileys Company auftrat. Während die Gitarre seine bevorzugte Axt für das rockigere Ende des Spektrums bleibe, verwende er beide Instrumente bei seinen Begegnungen im Bereich freier Improvisation und auch bei Unternehmungen in Jazz- und zeitgenössischer Musik. Diese letzte Kategorie könnte auch die beste Beschreibung für „Forwarded“ sein. Wenn auch Wards Kompositorische Vorgaben die Stimmung definieren, würde dies den anschließenden Austausch der freien Improvisationskünste seiner Partner nicht einschränken.
Charlotte Keefe würde das komplette experimentierfreudige Vokabular einsetzen und ausdrucksstark [auf der Trompete] mit herausgepresstem Murmeln, blechernem Nachhall, Zickzack-Geschwätz und Atemzügen agieren, die in Tosen übergehen und umgekehrt, so der Autor. Ward gebe Otto Willberg und Andrew Lisle wiederum eine weitgehende Freiheit, was bedeute, dass sie laufend scharfsinnige Kommentare zu allem, was passiert, sowie rhythmische Unterstützung lieferten. Ward selbst würde perkussive Effekte, strukturelle Schwellungen und regelrechtes Schreddern auf der Gitarre beisteuern, während er auf der Klarinette zwischen den Registern und mehrstimmigen Schwingungen springe.